# Amphiroa peruana
Amphiroa peruana J.E. Areschoug, 1850  é o nome botânico  de uma espécie de algas vermelhas pluricelulares do gênero Amphiroa.
- São algas marinhas encontradas no Peru, ilhas Galápagos e na África (Costa do Marfim, Gana e Libéria).

## Sinonímia
Não apresenta sinônimos.